# Terry Wogan

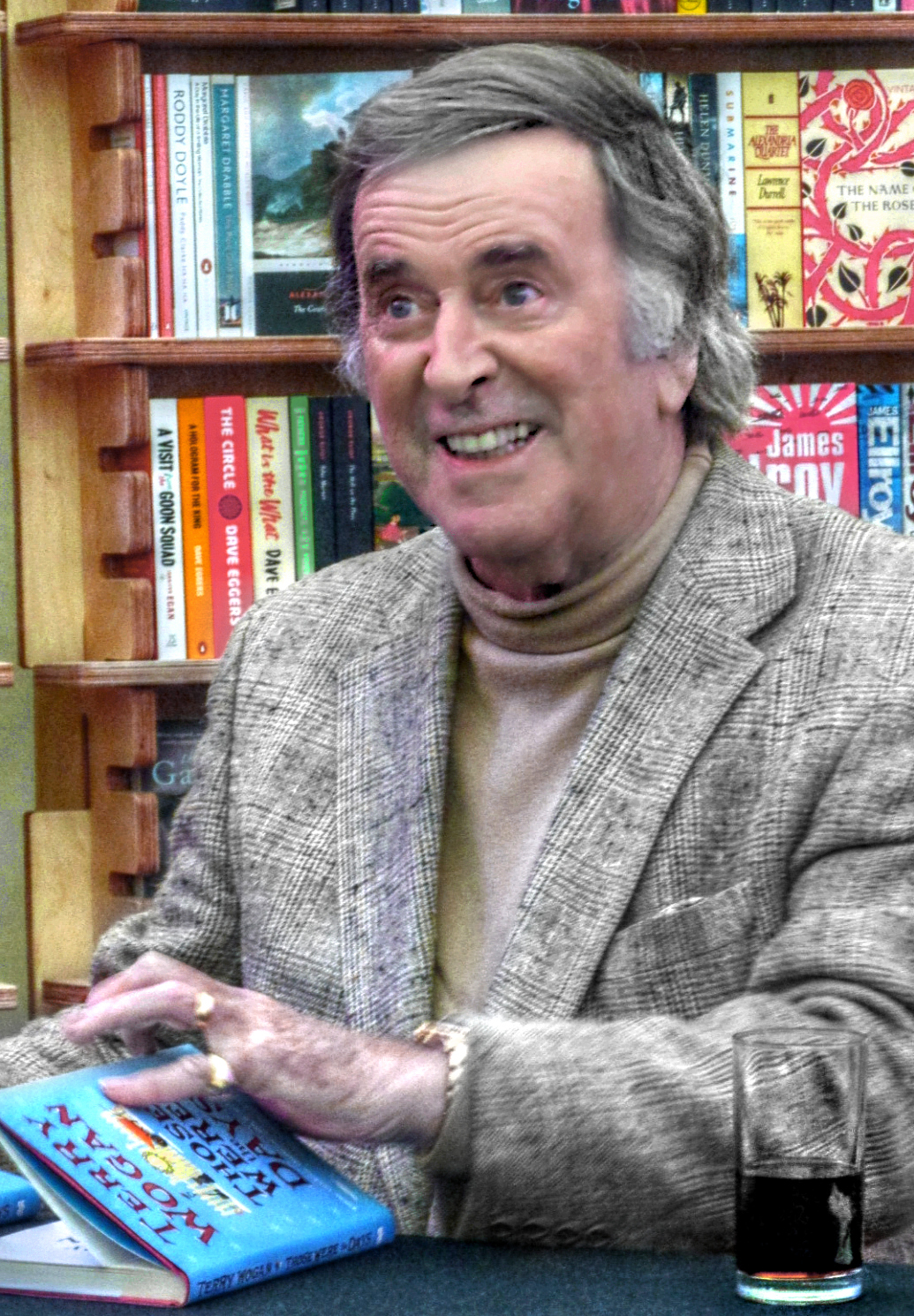
Terry Wogan 2015.

Michael Terence "Terry" Wogan, född 3 augusti 1938 i Limerick på Irland, död 31 januari 2016 i Taplow i Buckinghamshire, var en irländsk-brittisk radio- och TV-personlighet och programledare som större delen av sin karriär arbetade inom BBC. Han var ursprungligen från Irland men bodde och arbetade sedan 1960-talet i Storbritannien där han ledde det dagliga morgonprogrammet på BBC Radio 2, som var kanalens flaggskepp och Europas mest avlyssnade dagliga radioprogram. Wogan ledde sitt sista morgonprogram den 11 januari 2010 då programledarskapet lämnades över till Chris Evans. År 2005 blev Terry Wogan adlad som sir Terry Wogan.

## Wake Up to Wogan
1993-2009 presenterade Wogan sitt dagliga morgonprogram med titeln Wake Up to Wogan på brittiska nationella BBC Radio 2. Programmet var landets och Europas mest avlyssnade radioprogram och attraherade dagligen cirka åtta miljoner lyssnare; särskilt populärt var det i de medelålders och äldre målgrupperna. Det här var den andra perioden som Terry Wogan ledde programmet, första perioden var under åren 1972 till 1984. Programmet började sändas klockan 7:30 vilket är den senaste starttiden ett morgonprogram på någon av BBC:s nationella radiokanaler någonsin haft.

## Eurovision Song Contest
Wogan är känd för sitt arbete som kommentator i BBC under Eurovision Song Contest vilket han gjorde 1973, 1978 och från 1980 fram till 2008. Han var också programledare för den brittiska uttagningen till Eurovision Song Contest, Making Your Mind Up. Wogan har även lett den internationella finalen i Eurovision Song Contest 1998 tillsammans med Ulrika Jonsson när tävlingen arrangerades i National Indoor Arena i Birmingham, Storbritannien. Sedan 2009 är det Graham Norton som både leder de brittiska uttagningarna och kommenterar den europeiska finalen för BBC.